# Nederland op het Eurovisiesongfestival 1960
Nederland deed mee aan het Eurovisiesongfestival 1960, dat werd gehouden in Londen, Verenigd Koninkrijk.

## Nationaal Songfestival 1960

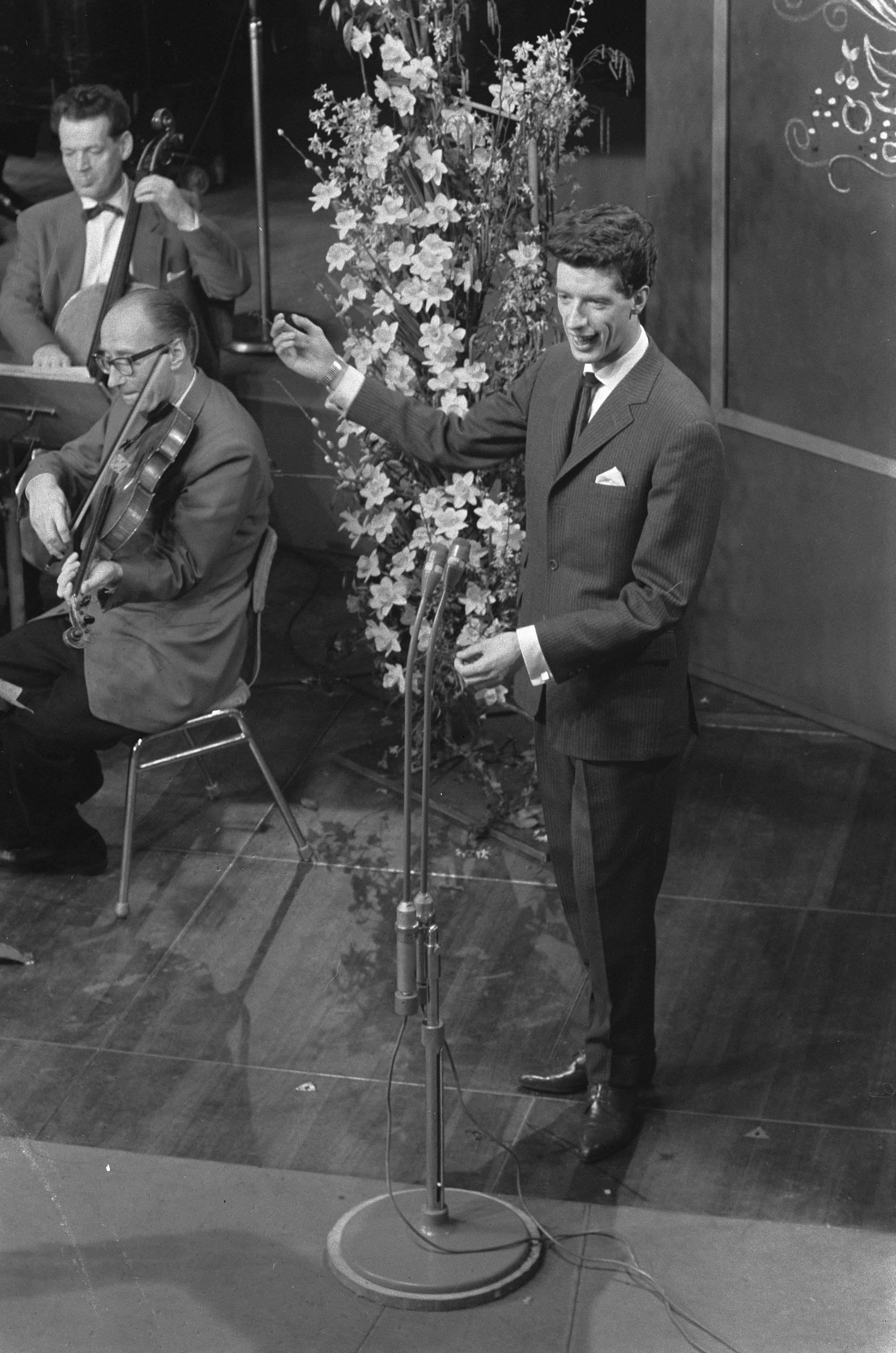
Rudi Carrell tijdens het Nationaal Songfestival 1960 in Hilversum

De Nederlandse inzending werd gekozen via het Nationaal Songfestival, dat werd uitgezonden door de NTS. Er waren acht liedjes geselecteerd, die elk door twee verschillende artiesten werden gezongen. De deelnemers waren onder anderen Herman Emmink, Greetje Kauffeld, Annie Palmen, John de Mol sr en Rudi Carrell. De provinciale jury's kozen voor het nummer Wat een geluk dat werd gezongen door Palmen en Carrell. Een jury van presentatoren koos vervolgens voor de uitvoering van Carrell. Het lied werd geschreven door Willy van Hemert en Dick Schallies. Van Hemert schreef eerder de teksten van de winnende songfestivalnummers Net als toen (1957) en 'n Beetje (1959).

## In Londen
Aan het Eurovisiesongfestival in Royal Festival Hall in Londen namen 13 landen deel. Rudi Carrell was als tiende aan de beurt. Het orkest stond onder leiding van Dolf van der Linden. Wat een geluk kreeg van de jury's van België en Italië beide een punt. Hij behaalde daarmee de twaalfde en voorlaatste plaats. Carrell was de eerste zanger die Nederland vertegenwoordigde op het Eurovisiesongfestival. Frankrijk won met het lied Tom Pillibi gezongen door Jacqueline Boyer. Ze behaalde in totaal 32 punten.
1956 · 1957 · 1958 · 1959 · 1960 · 1961 · 1962 · 1963 · 1964 · 1965 · 1966 · 1967 · 1968 · 1969 · 1970 · 1971 · 1972 · 1973 · 1974 · 1975 · 1976 · 1977 · 1978 · 1979 · 1980 · 1981 · 1982 · 1983 · 1984 · 1985 · 1986 · 1987 · 1988 · 1989 · 1990 · 1991 · 1992 · 1993 · 1994 · 1995 · 1996 · 1997 · 1998 · 1999 · 2000 · 2001 · 2002 · 2003 · 2004 · 2005 · 2006 · 2007 · 2008 · 2009 · 2010 · 2011 · 2012 · 2013 · 2014 · 2015 · 2016 · 2017 · 2018 · 2019 · 2020 · 2021 · 2022 · 2023 · 2024 · 2025